# Стари камени мост преко Љубовиђе
Стари камени мост (Римски мост, Латинска ћуприја) преко реке Љубовиђе, налази се у кањону реке Љубовиђе, близини села Доња Оровица, код Љубовије. Смештен је на траси старог путног правца који је повезивао Љубовију и Пецку, а на основу његових карактеристика, сматра се да је најпре могао настати током 16. века. Основни радови на његовој санацији су обављени 1985. године, а од 1983. године се налази под заштитом Републике Србије, као споменик културе од великог значаја.

## Изглед моста
Мост се састоји од великог лука, пречника 11,65 метра, док се поред њега, преко канала за напајање оближње воденице, налази мањи лук, пречника 1,4 метра.
Направљен је од тзв. трпанца, са зидовима од кречњака и сводом од тесаних комада сиге. Ширина његовог коловоза, направљеног од калдрме, износи 3,4 метра, док је његова ограда била у целини уништена, тако да није било елемената за њену реконструкцију.
Током 2016. године извршена је комплетна санација моста са уређењем корита реке.

## Галерија
- Мост пре реконструкције